# Badungstrædet
Badungstrædet er et indonesisk stræde som forbinder det Indiske Ocean og Lombokstrædet mellem øerne Bali og Nusa Penida. Det kan betragtes som en sidegren af Lombokstrædet der går vest om Nusa Penida. Strædet er omkring 60 km langt og 20 km bredt.
Strædet er kendt for et betydningsfuldt søslag mellem Japan og en amerikansk/hollandsk/britisk flåde under Stillehavskrigen i 2. verdenskrig. Slaget blev udkæmpet natten mellem 19. og 20. februar 1942, og blev vundet af Japan på trods af de var talmæssigt underlegne. Resultatet betød at Japan kunne erobre Bali som havde en strategisk vigtig lufthavn.
Strædet er opkaldt efter området Badung på Bali.
8°37′50″S 115°23′17″Ø / 8.6305555555556°S 115.38805555556°Ø